# Antonio Francesco Grazzini

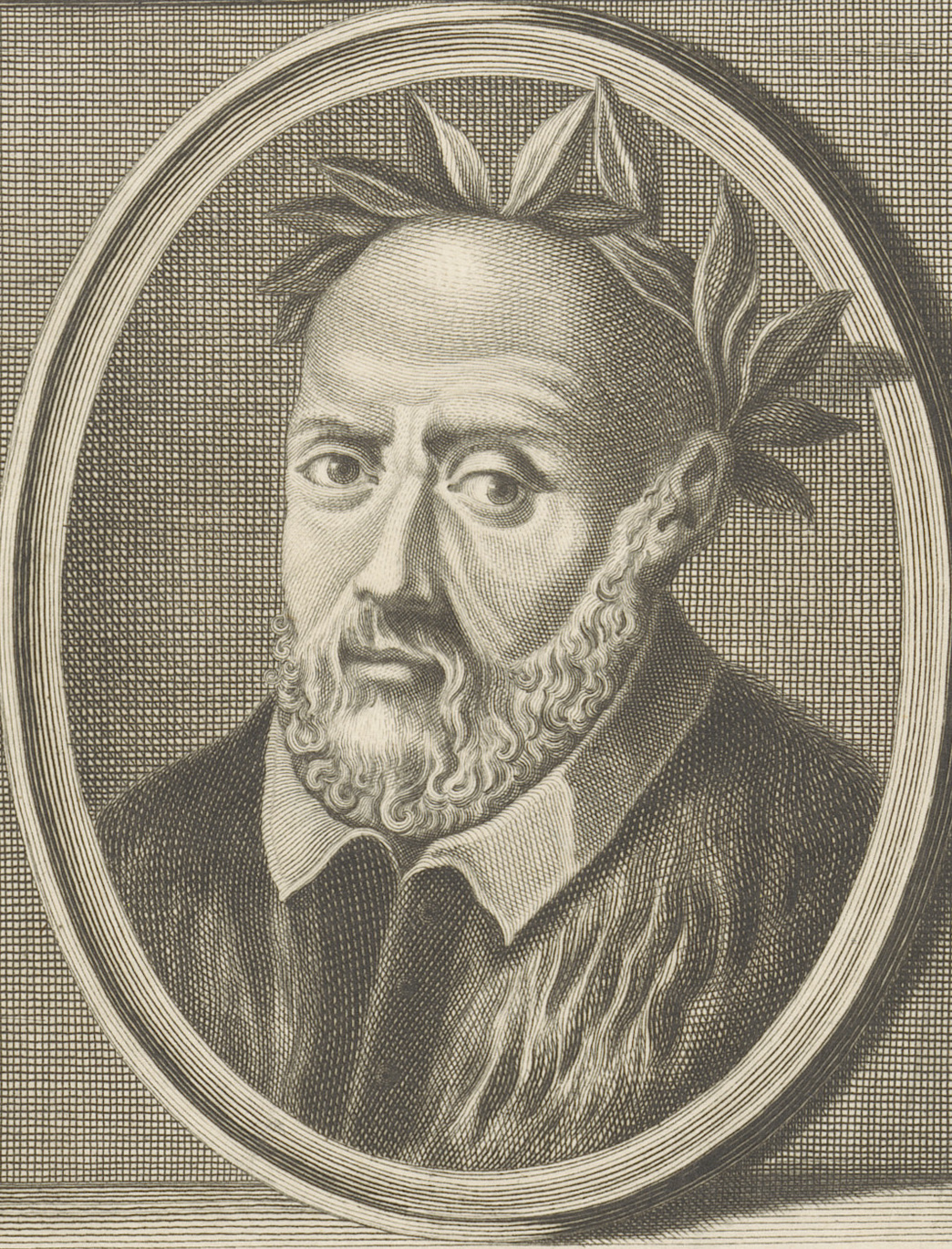
Antonio Francesco Grazzini

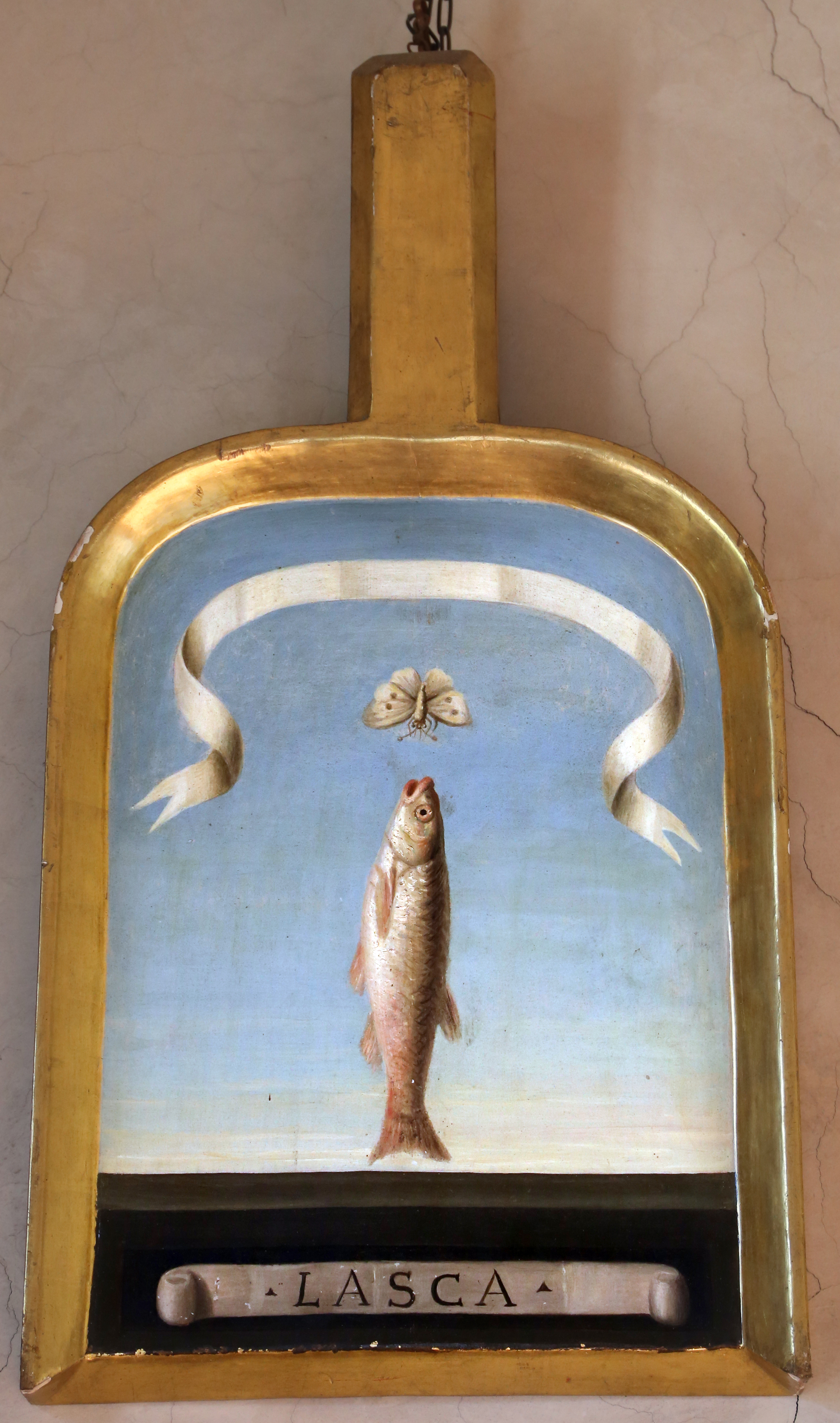
Die "Pala" von Anton Francesco Grazzini (il Lasca) in der Accademia della Crusca

Antonio Francesco Grazzini (* 22. März 1504 in Florenz; † 18. Februar 1584 in Mailand) war ein italienischer Dichter.
Antonio Francesco Grazzini war dem Beruf nach Apotheker, gründete 1540 in seiner Vaterstadt die Accademia degli Umidi und gehörte 1582 zu den Gründungsmitgliedern der Accademia della Crusca, in welcher er den Namen Il lasca oder Leuciscus („Die Barbe“) führte. Er starb im Februar 1584.
Grazzini hat auf dem ganzen Gebiet der komischen Literatur (als Epiker, Lustspieldichter und Satiriker) eine große Fruchtbarkeit entwickelt, den dauerhaftesten Ruf aber als Novellist und zwar ebenfalls in der komischen Darstellung erworben durch seine an Boccaccio sich anlehnende Novellensammlung Le Cene (Paris 1756; beste Ausg., Mailand 1815, 3 Bde.).
Die Diktion dieses Werkes wurzelt in der veredelten Umgangssprache und zeichnet sich bei aller Eleganz und Korrektheit durch lebendige Beweglichkeit und volkstümliche Frische vorteilhaft aus. Seine Gedichte, meist satirischen und burlesken Inhalts, erschienen in mehreren Sammlungen. Andere Werke von ihm sind die kleinen komischen Heldengedichte:
- La Nanea (Florenz 1566) und
- La guerra dei mostri (Florenz 1584); ferner sieben Lustspiele (Commedie sel in prosa)
- L’arzigogolo (Florenz 1750) u. a.

Eine gute Auswahl seiner Werke gab Pietro Fanfani in Le cene ed altre prose (Florenz 1857) und Commedie (Florenz 1859).